# Tell Qaramel
 (septembre 2018).
Tell Qaramel, ou Tél Qaramel ou encore Tel al-Qaramel (en arabe : تل القرامل), est un tell, ou monticule archéologique, situé dans le nord de l'actuelle Syrie, à 25 km au nord d'Alep et à environ 65 km au sud des monts Taurus, à proximité de la rivière Qouweiq qui traverse Alep,. Le site abrite les constructions les plus anciennes connues au monde ; celles-ci ont été datées entre 10 900 et 9 670 av. J.-C..
Avant le début des fouilles, on supposait que les premiers établissements sédentaires étaient associés aux premières cultures de céréales, et que les premières domestications, comme celles des moutons ou des chèvres, marquaient le début de la période néolithique entre les cultures proto-néolithique et néolithique précéramique. Cependant, les vestiges des structures découvertes à Tell Qaramel s'avèrent être plus anciens, et fournissent les premières preuves d'un peuplement permanent construit en pierre. Le site est un peu plus ancien que celui de Göbekli Tepe en Turquie.

## Le site
Le site est situé dans la vallée d'une rivière fertile ayant été une route commerciale importante ; un chemin de fer circule toujours entre le village actuel et le tell, traversant le site néolithique. Le tell se situe entre le village actuel et la rivière Qouweiq à l'est, et son sommet s'élève à 444 m d'altitude ; le site néolithique s'étend au sud et se trouve environ 20 m plus bas (Mazurowski p. 12, p. 20).

## Historique
Une étude menée à la fin des années 1970 a révélé des preuves de peuplement sur le site depuis la période néolithique précéramique A jusqu'à la période hellénistique. Les phases ultérieures d'occupation sont étroitement associées au monticule du tell lui-même. La période néolithique précéramique est cependant associée à une zone plus large d'environ 3,5 hectares, s'étendant au sud et au sud-ouest du tell et recouverte jusqu'à 2,5 m de dépôts ultérieurs à l'âge du bronze et à l'âge du fer , . C'est ce domaine qui fait l'objet de recherches approfondies depuis 1999 par une équipe syro-polonaise dirigée par le professeur Ryszard F. Mazurowski de l'université de Varsovie et le Dr Youssef Kanjou de la Direction générale des antiquités et des musées de Damas, en Syrie. Ainsi, 6 zones ont été étudiées et 4 ont été fouillées soit environ 1,5% du site seulement (Mazurowski, p. 18). Après 2007, les fouilles ont été suspendues en raison de la guerre civile en Syrie.

## Stratigraphie et chronologie
Les archéologues distinguent une phase épipaléolithique préliminaire (Horizon 0), attestée principalement par des outils en silex, mais aucun échantillon de carbone. Pour l'occupation ultérieure, ils reconnaissent 4 couches néolithiques précéramiques anciennes (Horizon 1 à 4) qui, selon la datation au carbone 14, se recouvrent partiellement (et seraient donc partiellement contemporaines),.
| Horizons culturels et datations au carbone 14 à Tell Qaramel |                         |                 |
| Horizon                                                      | Période                 | Nb échantillons |
| H0                                                           | 15000 - 11000 av. J.-C. | 4?              |
| H1                                                           | 10898 - 9670 av. J.-C.  | 11              |
| H2                                                           | 10464 - 9246 av. J.-C.  | 11              |
| H3                                                           | 9817 - 8711 av. J.-C.   | 9               |
| H4                                                           | 9305 - 8783 av. J.-C.   | 1               |

Les archéologues ont trouvé un développement continu (contrairement à Jéricho, par exemple, dans le sud du Levant) et sont donc sceptiques quant à la subdivision communément admise des néolithique précéramique A et néolithique précéramique B, préférant plutôt le « néolithique acéramique ancien » pour le proto-néolithique et le PPNA, et le « néolithique acéramique récent » pour le PPNB et le PPNC.
La datation a parfois été problématique sur ce site. Quelque 57 échantillons de charbon de bois ont été prélevés lors des fouilles et datés au centre GADAM à Gliwice, en Pologne. Les archéologues ont rejeté plusieurs échantillons car les datations au carbone 14 étaient incompatibles avec la stratigraphie, mais, par ailleurs, les dates très précoces à Tell Qaramel semblent aussi trop anciennes par rapport à la datation de phases culturelles similaires sur d'autres sites. La comparaison des résultats du laboratoire de Gliwice avec d’autres laboratoires a montré des différences dans les deux sens.
Néanmoins, la stratigraphie du site et les résultats de la datation montrent qu'il s'agit des constructions les plus anciennes au monde, plus anciennes de deux millénaires que la célèbre et unique tour de pierre de Jéricho qui était auparavant considérée comme la plus ancienne structure de tour connue au monde. La phase la plus ancienne (horizon 1) a été datée entre le XIe millénaire et 9670 av. J.-C..
Ces résultats confirment que la culture néolithique s'est formée simultanément dans de nombreuses régions du Proche-Orient, créant une culture agricole, établissant des colonies, une architecture en pierre et créant les premières étapes d'un être proto-urbain[réf. nécessaire].

## Vestiges de constructions
Les fouilles ont permis de découvrir les vestiges d'une succession de cinq structures rondes en pierres que les archéologues reconnaissent comme étant les restes de 5 tours circulaires (Mazurowski 2012, p. 48-52).
La troisième structure, désignée sous le nom de tour 0, avait plus de 5 m de diamètre et avait des murs d’environ un mètre d’épaisseur, constitués de petits cailloux. Il n'y avait pas de fondations spéciales. Le sol en terre cuite avait été installé sur une litière de petits cailloux. Dans le coin sud-est, il y avait un banc en forme de croissant, construit en pierre et recouvert de boue, devant lequel se trouvait une cheminée ronde très soigneusement revêtue avec la même argile utilisée pour le sol. Son fond et ses côtés étaient recouverts d'une masse de chaux blanche. Les preuves suggèrent que le sol et la cheminée ont été réparés à un moment donné pendant l’existence de la tour. Compte tenu de l'exécution et de l'aménagement intérieur spécifique, la tour aurait pu être plus qu'un refuge défensif ; il se peut très bien qu'elle ait servi de lieu de rassemblement et de pratiques cultuelles[réf. nécessaire]. La tour 0 s’est avérée être la deuxième structure sur place.
La plus ancienne construction avait également un diamètre d'environ 5 m mais avait des parois plus fines de moitié, avec seulement 0,50 m d'épaisseur. Ses vestiges avaient été rasés lors de la construction de la tour 0, mais depuis qu’elle avait été enfoncée dans le sol, cette partie, constituée d’un mur de gros cailloux tapissant l’intérieur d’une fosse ronde creusée dans le sol, a été préservée. Des cailloux massifs formant une sorte de pavage peuvent avoir constitué le niveau de plancher de cette construction[réf. nécessaire].
Le voisinage de la tour contenait un certain nombre de maisons rondes ou ovales, immergées ou hors sol. Des foyers ronds dans des boîtiers en pierre étaient dispersés assez régulièrement dans les espaces ouverts entre les maisons. Des fosses de stockage rondes ont également été découvertes. Une telle fosse, doublée de boue pour se protéger de l'humidité, a été trouvée remplie des restes squelettiques d'un auroch entier, manifestement brûlé là-bas. Les premières occupations, découvertes dans les tranchées les plus au sud, comprenant une fosse profonde et une maison ronde, peuvent être datées du XIIe millénaire av. J.-C. et attribuées à l'épipaléolithique de la région. Au maximum de son développement, le site a pu être occupé par un millier de personnes environ [réf. nécessaire].
La quatrième construction était la plus massive, avec un diamètre d'environ 7,5 m, et des murs de pierre de 2,25 m environ d'épaisseur ; il n'y avait pas de structure interne. Elle a été endommagée par le feu puis reconstruite et pourrait avoir été une structure défensive[réf. nécessaire].

## Vestiges mobiliers
Le site a révélé une collection extrêmement riche d'utilisation quotidienne de silex, d'os et surtout d'objets en pierre, tels que des récipients décorés en chlorite ou en calcaire ainsi que des moulins, meules, mortiers, pilons, broyeurs, plaques de polissage, bols décoratifs, haches, aiguilles, vases de toilette miniatures, herminette, etc. On a également trouvé une figurine en argile représentant un oiseau, des dispositifs pour lisser les flèches ornés de pierres richement décorés de motifs géométriques, des représentations de serpents et d’êtres humains. 
Parmi les ornements trouvés, une pépite de cuivre poli (52 × 40 × 26 mm) transformée en perle provenant de l'horizon 2, est la plus ancienne pièce en cuivre connue des archéologues. Comme de la malachite (carbonate de cuivre) a également été trouvée à Tell Qaramel, la pépite de cuivre peut avoir été collectée au même endroit (non encore identifié) que la malachite. Des tentatives permettant de percer un trou dans du cuivre au moyen de billes de pierre ont été faites, mais la technologie n'était pas encore suffisamment avancée pour traiter le métal (Mazurowski 2012, p. 80 ; planche 137A, p. 280).
Bien que Tell Qaramel se trouve à 180 km de la Méditerranée, les chercheurs ont découvert sur le site un poulpe, des coquillages et des tortues.
L'inventaire des trouvailles complète l'image déjà formée d'une communauté complexe et riche vivant à l'époque néolithique précéramique sur Tell Qaramel [réf. nécessaire].

## Pratiques mortuaires
Les restes de 20 individus ont été découverts dans 12 tombes, tous des adultes : cela peut indiquer que la pratique de l’inhumation des nourrissons et des enfants était différente, soit dans un autre endroit (encore inconnu) soit traité avec moins d’attention.
Sur la plupart des corps, la tête avait été enlevée, soit coupée peu de temps après la mort (comme l'indiquent les marques de coupe et la première vertèbre reliée encore au crâne), soit après décomposition du corps (vertèbres et mandibule inférieure avec le squelette). Le processus et le moment de l'enlèvement du crâne restent encore assez mal compris par les chercheurs. Cependant, les analyses archéologiques et squelettiques réalisées à partir de deux squelettes du site, montrent que les villageois ont utilisé des outils en pierre pour décapiter les morts. Les levantins du néolithique avaient des codes pratiques spécifiques pour la séquence de retrait du crâne, mais en fonction des variations dans la décomposition du corps humain, les villageois devaient parfois utiliser des outils de silex pour enlever le crâne. Cette étude fournit les preuves des premiers exemples de décapitation intentionnelle au sein de communautés humaines. Ces pratiques indiquent également un culte de la tête, comme cela est attesté dans d'autres sites néolithiques précéramiques (notamment à Jéricho, Tell Aswad, et Çayönü).
Par ailleurs, pour certains crânes, les dents présentaient une usure et des caries, ce qui est typique d'un régime contenant des glucides comme ceux des céréales ; d'autres étaient en bon état, ce qui peut indiquer un régime pré-néolithique[réf. nécessaire].